# Onvertakte ruit
De onvertakte ruit (Thalictrum simplex) is een overblijvende plant uit de ranonkelfamilie (Ranunculaceae) die te vinden is in bijna alle Europese hooggebergtes.

## Naamgeving enetymologie
- Synoniem: T. alpicolum Jord.
- Frans: Pigamon simple, Pigamon à folioles linéaires, Pigamon à tige simple, Pigamon à feuilles étroites

De botanische naam Thalictrum is afgeleid van het Oudgriekse θάλικτρον, thaliktron, een naam gegeven door de oud-Griekse arts en botanicus Pedanius Dioscorides (ca. 40-90 n.Chr.) aan een plant met gedeelde bladeren. De soortaanduiding simplex is Latijn voor 'simpel' of 'puur'.

## Kenmerken
De onvertakte ruit is een tot 40 cm hoge overblijvende, kruidachtige plant met een onvertakte, onbehaarde, gestreepte stengel en een basaal bladrozet van ovale, twee- tot drievoudig geveerde blaadjes met eironde tot lijnvormige, al dan niet getande bladlobjes.
De bloemen staan in een slanke, eindstandige pluim met korte takken. Ze zijn aanvankelijk afhangend maar later rechtopstaand, radiaal symmetrisch, met een zeer eenvoudig bloemdek van enkele kleine groene kroonblaadjes en een tiental gele meeldraden, langer dan de kroonblaadjes en met gele helmhokjes.
De plant bloeit van juli tot augustus.

## Habitaten verspreiding
De onvertakte ruit groeit voornamelijk in hooilanden en alpenweiden in het hooggebergte tot op 2400 m hoogte. Hij komt voor in bijna alle Europese gebergtes vanaf Scandinavië tot aan de Middellandse Zee, in de Kaukasus en in Siberië.
... · T. alpinum (Alpenruit) · T. aquilegifolium (Akeleiruit) · T. flavum (Poelruit) · T. foetidum (Stinkende ruit) · T. macrocarpum · T. minus (Kleine ruit) · T. simplex (Onvertakte ruit) · T. tuberosum · ...